# Taronja sobre decorat de teatre
Taronja sobre decorat de teatre és un quadre d'Antoni Tàpies i Puig dipositat a la Fundació Antoni Tàpies (Barcelona), el qual fou pintat l'any 1978.

## Context històric i artístic
L'obra d'Antoni Tàpies començà a rebre premis i guardons internacionals molt aviat, i ja l'any 1958 va ésser premiat a la Biennal de Venècia i a Pittsburgh, on el Premi Carnegie li va ésser concedit per un jurat que incloïa Marcel Duchamp, James Johnson Sweeney, Lionello Venturi i Raoul Ubac. Tàpies ha esdevingut un dels artistes contemporanis més reconeguts internacionalment. La seua pintura matèrica, preocupada pel destí tràgic de l'ésser humà, feta de superfícies amb marques i ferides semblants a les que deixen el pas del temps i la presència humana, és l'equivalent plàstic de la consciència del nostre temps.

## Descripció
Aquesta pintura sobre paper porta un títol que, com tots els de l'artista, no aspira a explicar l'obra sinó simplement a identificar-la: és a l'espectador a qui correspon donar-hi un contingut. El paper pintat, retallat, doblegat, rebregat, arrugat, envellit i després enganxat sobre el fons blanc del quadre del decorat teatral ajuda a entendre que una part important de l'obra de Tàpies no és visual, segons la tradició de l'art occidental, sinó tàctil. Però aquesta matèria profundament mentalitzada presenta signes enigmàtics que encara fan més suggestiva la seua ambigüitat. En aquest cas, l'enorme forma fàl·lica d'un vitalista color taronja, voltada d'una munió d'espermatozous que neden tots en la mateixa direcció, ocupa un espai definit per certes xifres: dos números u, encerclats; un número dos, enquadrat, gairebé al centre de l'obra; un gegantí número tres, també encerclat, proper a la boira bruta i negrosa que surt de l'ampit d'una porta. Sempre hi ha xifres en els quadres de Tàpies. Són signes recurrents, com les creus i les X. En el fons, hom passa la vida comptant, numerant, perquè numerar és començar a donar nom a les coses. Aquest quadre no és un jeroglífic amb una solució: és una proposta oberta a totes les solucions.